# Alojz Urbančič
Alojz(ij) Urbančič, slovenski šolnik in publicist, * 4. junij 1876, Kobarid, † 24. november 1950, Kobarid.

## Življenje in delo
Po ljudski šoli v rojstnem kraju je obiskoval učiteljišče v Kopru (1891-1895), potem kot učitelj poučeval 1895 v Kalu nad Kanalom (1895), v Dornberku (1896-1897), opravil strokovni izpit (1897), v Batujah (1898-1902), v Mirnu (1902-1911) (tu priredil 1905 razstavo, organiziral čevljarski tečaj ter postal nadučitelj), na Vogrskem (1911-1914), kjer ga je zajela vojna. Skupaj z vrsto političnih in narodnih delavcev, mdr. A. Gabrščkom in A. Gradnikom, so ga julija 1914 zaprli na Goriškem gradu in pretila mu je konfinacija. V letih 1922–1926 je ponovno učil v Mirnu, nato je bil prisilno premeščen v Kožbano (1926), a je zaradi preganjanja še istega leta emigriral v Jugoslavijo, kjer je med drugim učil na osnovni šoli v Dobu pri Domžalah ter bil nazadnje do 1935 šolski nadzornik, ko je odšel v pokoj in se vrnil v Kobarid, kjer je živel do smrti.
Urbančič je bil dolgo vrsto let v vodstvu Goriškega učiteljskega društva: najprej tajnik, nato podpredsednik, predsednik (1922-1926), član šolskega političnega odseka Zveze jugoslovanskih učiteljskih društev v Trstu (izvoljen 1920), kjer se je močno zavzemal da ne bi na slovenskih ljudskih šolah na Primorskem uvajali italijanščino kot drugega deželnega jezika. Napisal in objavil je biografije šolnika T. Juga (Učiteljski list, 1923) in I. Križmana (UL, 1925), A. Volariča ter kratko zgodovino goriškega učiteljskega društva ob njegegovi 50-letnici (UL, 1923).